# Dance the Night Away
"Dance the Night Away" är en sång inspelad av The Mavericks på albumet Trampoline 1998.  Singeln släpptes också 1998, och nådde som högst 63:e plats på listan Billboard Hot Country Singles & Tracks. Den nådde också en fjärdeplats på den brittiska singellistan.

## Listplaceringar
| Lista (1998)                                | Topplaceringar |
| ------------------------------------------- | -------------- |
| USA, Billboard Hot Country Singles & Tracks | 63             |
| Kanada, RPM Country Tracks                  | 72             |
| Brittiska singellistan                      | 4              |

### Fotnoter
1. ↑  Roberts, David (2006). British Hit Singles & Albums (19). London: Guinness World Records Limited. sid. 356. ISBN 1-904994-10-5